# 나고야시 교통국 N3000형 전동차
나고야 시 교통국 N3000형 전동차(일본어: 名古屋市交通局N3000形電車)는 2012년부터 운행하고 있는 나고야 시 교통국 지하철 쓰루마이 선의 전동차이다.
이 차량은 나고야 철도 이누야마 선, 도요타 선과의 직결 운행에 투입할 목적으로 제작되었다.

## 편성
| 차호      | 1      | 2      | 3      | 4      | 5      | 6      |
| --------- | ------ | ------ | ------ | ------ | ------ | ------ |
| 명칭      | Tc1    | M1     | M2     | T1     | M3     | Tc2    |
| 번호      | N3100  | N3200  | N3300  | N3400  | N3700  | N3800  |
| 중량 (톤) | 28.1   | 32.9   | 32.1   | 26.3   | 32.9   | 28.3   |
| 편성 정원 | 136/45 | 147/51 | 147/51 | 147/51 | 147/51 | 136/45 |